# Тит Флавий Сулпициан
Тит Флавий Клавдий Сулпициан (на латински: Titus Flavius Claudius Sulpicianus; † 197) е политик и сенатор на Римската империя. През 193 г. той се конкурира с Дидий Юлиан за службата римски император.

## Биография
Сулпициан е роден през 2 век в Йерапетра на остров Крит. Започва сенаторска кариера (cursus honorum). През 170-те години е член на жреческата колегия на Арвалските братя. След няколко години – точната година не е известна – Сулпициан е суфектконсул. При император Комод (180 – 192) е проконсул и управител на провинция Азия.
Женен е за Флавия Тициана, дъщеря на Тит Флавий Тициан, който е префект на Египет между 126 – 133 г. Дъщеря му Флавия Тициана се омъжва за Публий Хелвий Пертинакс, който през 193 г. става император след Комод.
Пертинакс прави Сулпициан свой градски префект. На 28 март 193 г. Пертинакс е убит от разбунтувалите се войници. Сулпициан, като роднина на мъртвия император, кандидатства да стане негов наследник и предлага на всеки член на преторианската гвардия по 20 000 сестерции за императорската служба. Обаче Дидий Юлиан платил 25 000 сестерци и станал император.
Сулпициан, който помага на Клодий Албин, е екзекутиран през 197 г.